# Europeiska idrottsmästerskapen
Europeiska idrottsmästerskapen, även kallat EM-veckan, är ett sportkoncept som innebär att flera olika idrottsgrenar arrangerar sina Europamästerskap på samma plats, ungefär som SM-veckan. Europeiska idrottsmästerskapen hade premiär 2018.

## Arrangörsstäder
| Nummer | År   | Stad och land    | Kommentar       |
| ------ | ---- | ---------------- | --------------- |
| I      | 2018 | Berlin & Glasgow | Första upplagan |
| II     | 2022 | München          |                 |

### Fotnoter
1. ↑  ”Nytt samlat Europamästerskap”. Svenska dagbladet. 26 mars 2015. http://www.svd.se/nytt-samlat-europamasterskap. Läst 4 augusti 2015.